# Sahaptin
Cet article concerne une langue amérindienne. Pour ses locuteurs, voir Sahaptins.
Le sahaptin ou shahaptin (sħáptənəxw ou ichishkíin sɨ́nwit en sahaptin) est un continuum linguistique de langues amérindiennes de la famille sahaptienne, parlé par les Sahaptins dans le nord-ouest du Plateau du Columbia dans le sud-ouest de l’État de Washington, le nord de l’Oregon et le sud-ouest de l’Idaho aux États-Unis.

## Variétés
Le sahaptin peut être organisé en variétés:
- groupe nord :
  - groupe nord-ouest :
    - klickitat (klikitat) (xwálxwaypam or lʼataxat)
    - tainapam (taidnapam / táytnapam ou upper cowlitz)
    - upper nisqually (meshal / mashel ou micaʼl, ou mishalpam)
    - yakima (yakama) (lower yakama ou yakama proper, autonyme : mámachatpam)
    - kittitas (upper yakama, autonyme : pshwánapam ou pshwanpawam)

  - groupe nord-est :
    - wanapum (wanapam) (wánapam)
    - palouse (palus) (pelúuspem)
    - lower snake (chamnapam, wauyukma, et naxiyampam)
    - walla walla (waluulapan)
- groud sud (groupe de la Columbia) :
  - umatilla (Rock Creek Indians, nom yakama : amatalamlama; imatalamlama)
  - skin-pah (tribu Sk'in or sawpaw), aussi appelé Fall Bridge and Rock Creek ou kʼmilláma, un sous-tribu tenino ; peut être un nom yakama pour les Umatilla qui sont aussi appelés Rock Creek Indians
  - tenino (dialecte de Tygh Valley du Tygh (taih, tyigh ou tayxɫáma) ou Upper Deschutes
  - dialecte celilo des Wyam (Wayámɫáma) (nom yakama : Wayámpam) ou Lower Deschutes, aussi appelé « Indiens celilo »
  - dialecte tenino des Dalles Tenino ou Tinainu (Tinaynuɫáma)
  - dialecte John Day des Dock-Spus (Tukspush or Takspasɫáma)

## Écriture
| a | aa | ch | ch’ | h  | i | ii | i  | k   | k’ | kw  | kw’ | ḵ  | ḵ’ | ḵw | ḵw’ | l  | ł  | m |
| n | p  | p’ | s   | sh | t | t’ | tł | tł’ | ts | ts’ | u   | uu | w  | x  | x̱   | xw | x̱w | y |